# HD 24357
HD 24357，又名BD+16 523，SAO 93650、HR 1201，是一颗恒星，视星等为5.97，位于銀經172.94，銀緯-27.41，其B1900.0坐标为赤經3h 47m 26.8s，赤緯+17° -27.41′ 46″。